# Tupoljev Tu-141
Tupoljev Tu-141 „Striž” (ruski: Туполев Ту-141 «Стриж») sovjetska je izviđačka bespilotna letjelica koju je koristila Sovjetska armija od 1979. do 1989.

## Povijest
Tupoljev Tu-141 temelji se na bespilotnoj letjelici Tupoljev Tu-123 i korišten je u Sovjetskoj armiji od 1979. do 1989.
Ukrajinsko ratno zrakoplovstvo vratilo je Tupoljev Tu-141 u svoju službu tijekom rata u Donbasu.
Kasnije je korišten u Invaziji Rusije na Ukrajinu 2022. Dana 8. ožujka 2022. u Ukrajini je navodno srušen jedan Tupoljev Tu-141.

### Pad Tu-141 u Zagrebu 2022.
Dana 10. ožujka 2022. srušila se letjelica kraj jezera Jarun u Zagrebu za koju internetski portal The War Zone smatra da je Tupoljev Tu-141. Taj je dron preletio Rumunjsku i Mađarsku prije nego što je doletio u Hrvatsku. Ukrajina, jedina država koja koristi Tupoljev Tu-141, tvrdi da nije vlasnica drona koji se srušio u Zagrebu. Rusko veleposlanstvo u Zagrebu izjavilo je da ruske snage ne koriste Tupoljev Tu-141 još od raspada Sovjetskog Saveza.

## Tehničke karakteristike
Izvori podataka: Unmanned Aerial Vehicles Directory: Part 2
Osnovne karakteristike
- posada: nema
- dužina: 14,33 m
- raspon krila: 3,88 m
- površina krila: 10,0 m2[13]
- visina: 2,44 m
- masa zrakoplova: 6215 kg

Letne karakteristike
- najveća brzina: 1100 km/h
- ekonomska brzina: 1000 km/h
- dolet: 1000 km
- najveća visina leta: 6000 m
- motor: 1 x Tumanski KR-17A
  - potisak motora: 19,6 kN